# 5677 Aberdonia
5677 Aberdonia eller 1987 SQ1 är en asteroid i huvudbältet som upptäcktes den 21 september 1987 av den amerikanske astronomen Edward L.G. Bowell vid Anderson Mesa Station. Den är uppkallad efter Universitetet i Aberdeen.
Asteroiden har en diameter på ungefär 8 kilometer och den tillhör asteroidgruppen Koronis.